# Tara Nott
Tara Lee Nott (Del Rio, 10 maggio 1972) è un'ex sollevatrice statunitense, campionessa olimpica, che ha gareggiato nella categoria dei pesi gallo (fino a 48 kg.) e ha partecipato a due edizioni dei Giochi Olimpici.

## Carriera
Nel 1999 ha vinto la medaglia d'oro ai Giochi Panamericani di Winnipeg con 177,5 kg. nel totale.
L'anno successivo ha preso parte alle Olimpiadi di Sydney 2000, dove il sollevamento pesi femminile ha fatto il suo esordio olimpico, concludendo la gara al 2º posto con 185 kg. nel totale, lo stesso risultato dell'indonesiana Raema Lisa Rumbewas, con quest'ultima classificata al 3º posto a causa del suo peso corporeo superiore rispetto a Nott. La vincitrice di quella gara è stata la bulgara Izabela Dragneva con 190 kg. nel totale, ma poco dopo è risultata positiva alla furosemide, sostanza dopante vietata, pertanto squalificata e privata della medaglia d'oro, che è stata così assegnata a Tara Nott.
Nel 2003 ha bissato la medaglia d'oro ai Giochi Panamericani di Santo Domingo e nel 2004 ha partecipato alle Olimpiadi di Atene, concludendo la competizione al 10º posto con 172,5 kg. nel totale.
Ai campionati mondiali di sollevamento pesi vanta come miglior risultato il 6º posto nell'edizione del 1998.